# Transporte en Corea del Norte

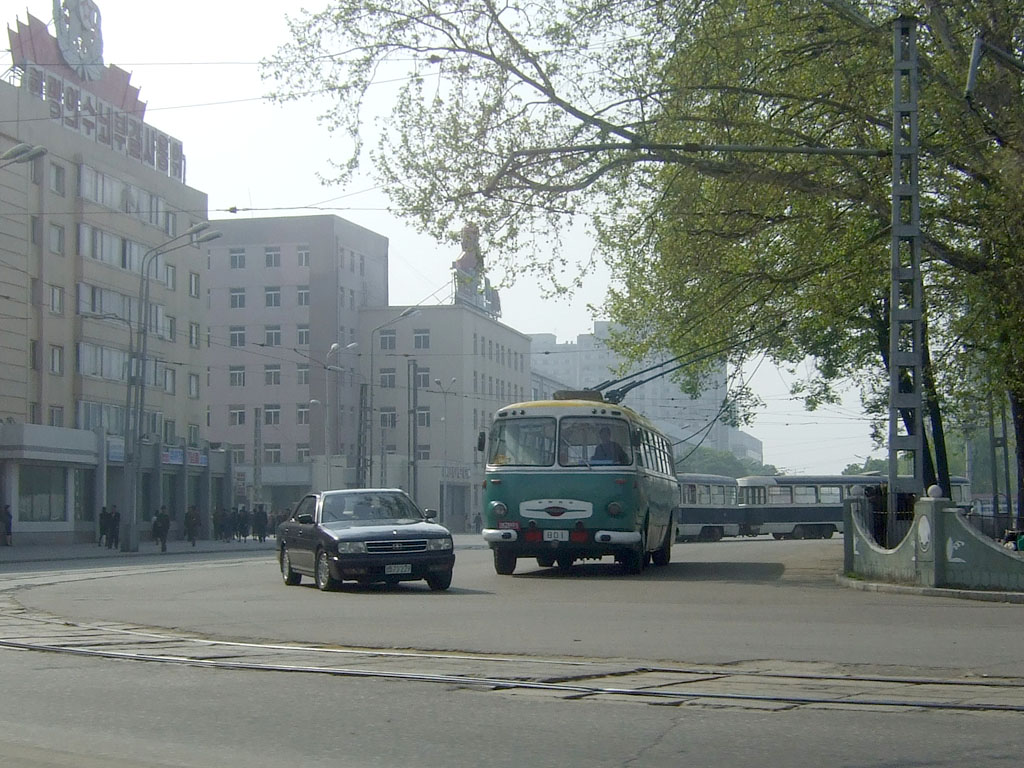
Trolebús cerca de la estación de tren de Pionyang en 2007.

El transporte en Corea del Norte está limitado por problemas económicos y restricciones gubernamentales. Predomina el transporte público, y la mayor parte del sistema ferroviario está electrificado.

## Restricciones a la libertad de movimiento.
Viajar a Corea del Norte está estrictamente muy controlado. La ruta estándar hacia y desde Corea del Norte es en avión o tren a través de Pekín. El transporte directo hacia y desde Corea del Sur fue posible en una escala limitada desde 2003 hasta 2008. El 14 de octubre se abrió una carretera (recorrido en autobús, sin vehículos privados).
La libertad de circulación en Corea del Norte también está limitada, ya que los ciudadanos no pueden moverse libremente dentro de su territorio. En 2018, Corea del Norte y Corea del Sur acordaron restaurar el transporte ferroviario y por carretera intercoreano. El 22 de noviembre de 2018, Corea del Norte y Corea del Sur reabrieron una carretera en la frontera entre ambos países que había estado cerrada desde 2004. El 30 de noviembre de 2018, el transporte ferroviario intercoreano se reanudó cuando un tren surcoreano cruzó a Corea del Norte por primera vez desde noviembre de 2008. El 8 de diciembre de 2018, un autobús surcoreano cruzó a Corea del Norte.

## Carreteras

Carreteras principales de Corea del Norte (2009)

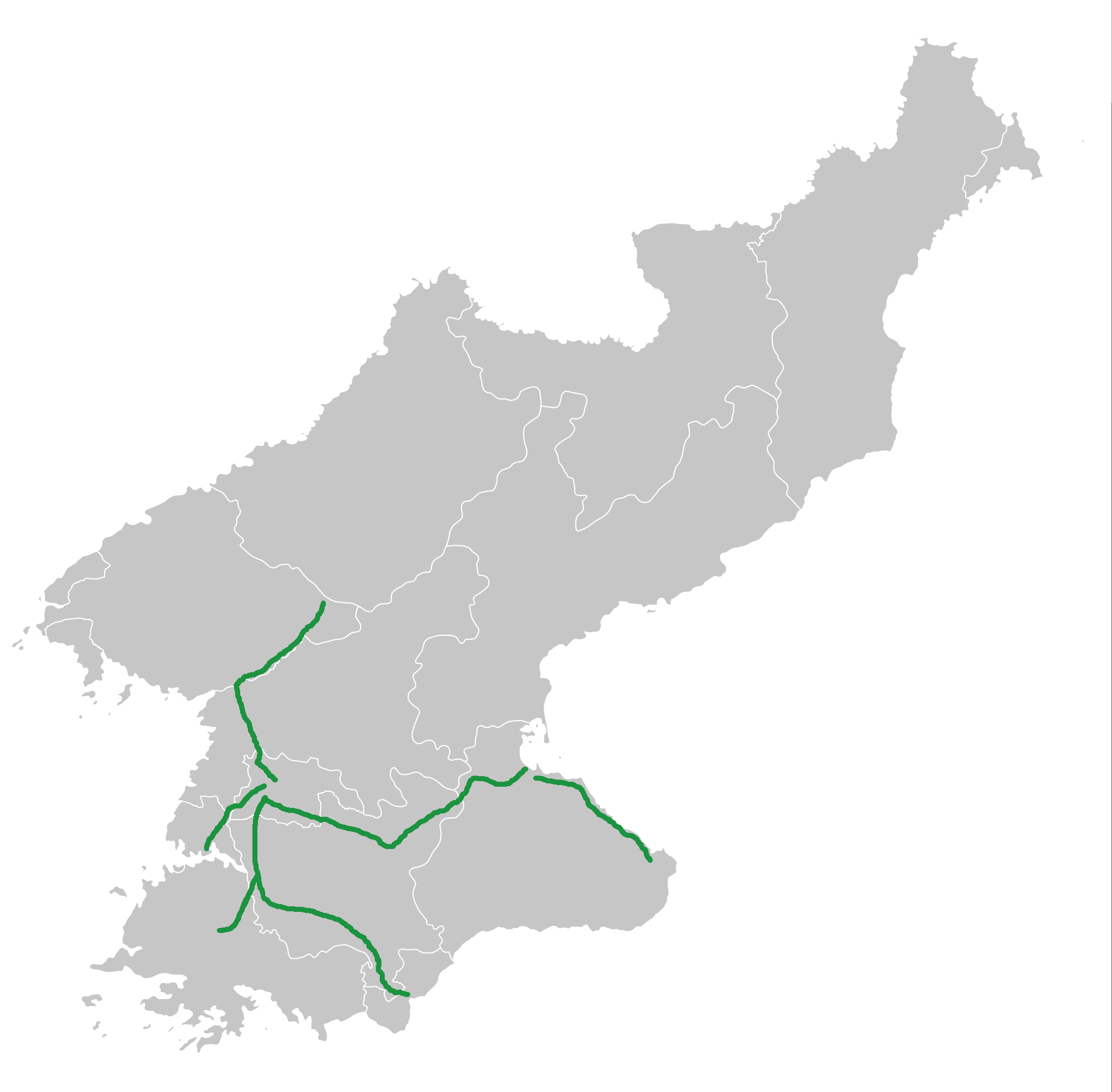
Mapa de autopistas en Corea del Norte (2014)

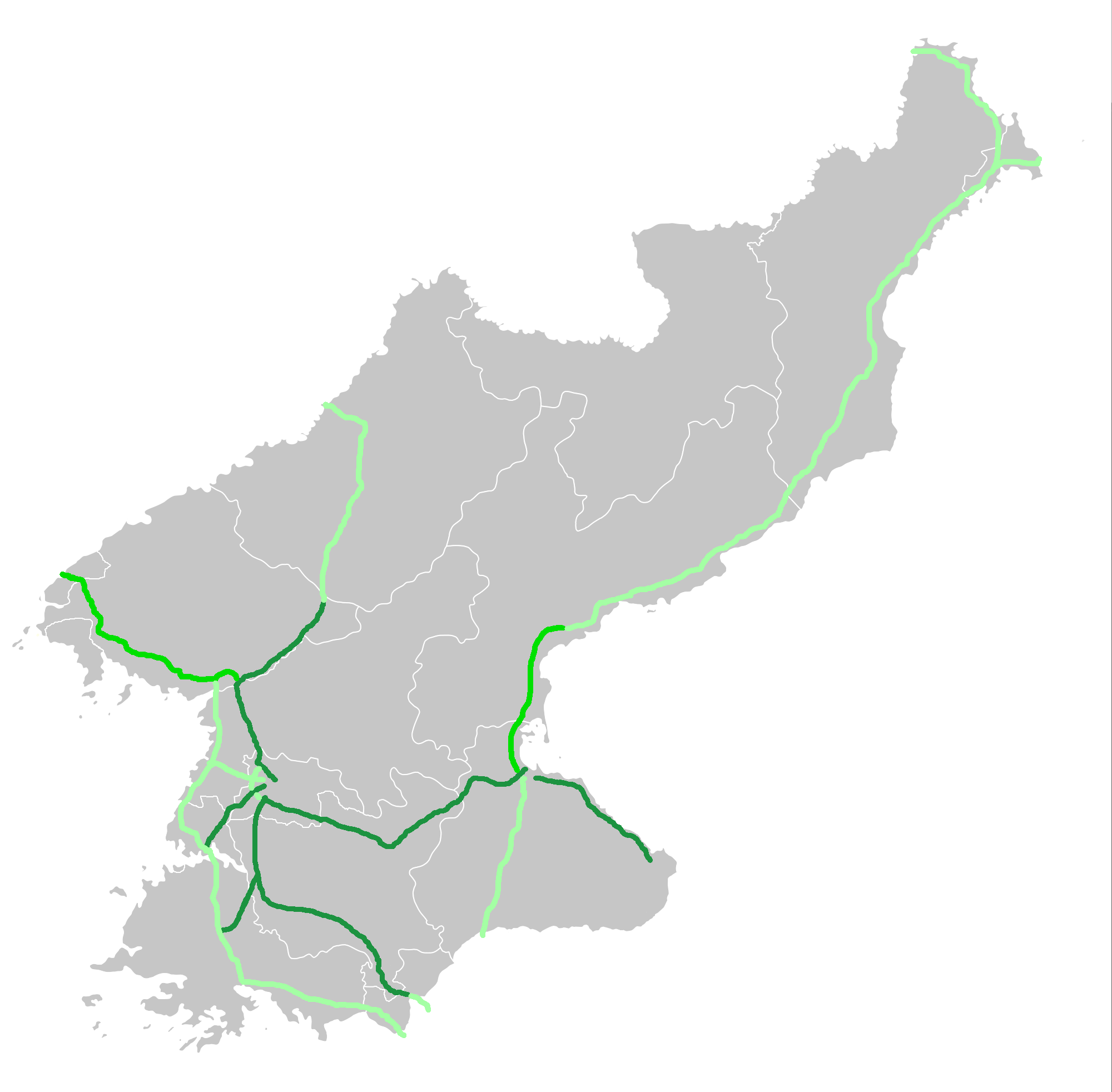
Planes futuros de autopistas (2014)

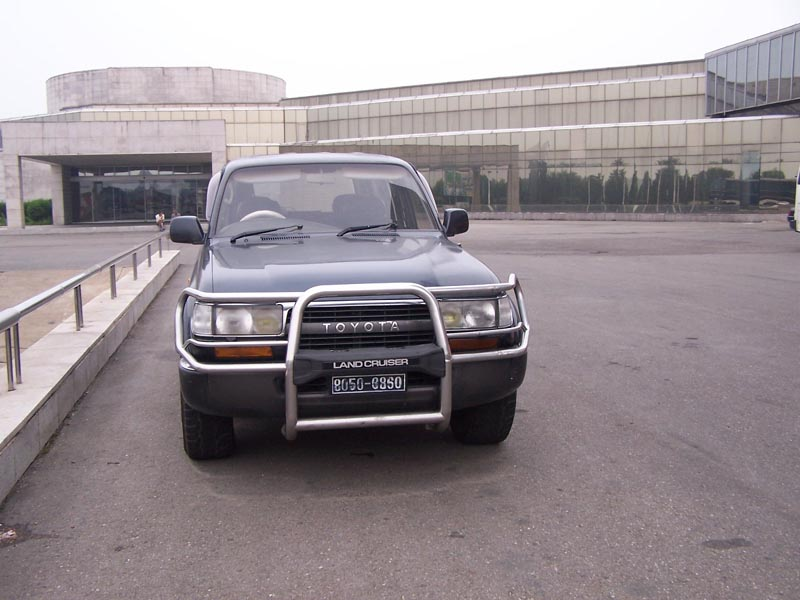
Toyota Land Cruiser con volante a la derecha (RHD) frente a un hotel de Pionyang

Las limitaciones de combustible y la casi ausencia de automóviles privados han relegado el transporte por carretera a un papel secundario. La red de carreteras se estimó que abarcaba alrededor de 31.200 kilómetros en 1999, frente a los entre 23.000 km y 30.000 km en 1990, de los cuales solo 1717 kilómetros, el 7,5%, están pavimentado.[cita requerida] Sin embargo, el World Factbook (publicado por la Agencia Central de Inteligencia de Estados Unidos) enumera 25.554 kilómetros de carreteras con solo 724 kilómetros pavimentadas a partir de 2006. En cuanto a la calidad de la carretera, los conductores a menudo se deben desviar y cambiar de carril para evadir baches, teniendo a veces que invadir el carril de dirección opuesta. Del mismo modo, las secciones en reparación pueden no estar señalizadas correctamente, por lo que siempre se debe esperar tráfico en sentido opuesto incluso en una autopista con mediana.
Hay tres autopistas principales de varios carriles: una autopista de 200 kilómetros que conecta Pionyang y Wŏnsan en la costa este; una autopista de 43 kilómetros que conecta Pionyang y su puerto, Namp'o; y una autopista de cuatro carriles de 100 kilómetros que une Pionyang y Kaesong. La mayoría de los 264.000 vehículos estimados en uso en 1990 eran para el ejército. El servicio de autobús rural conecta todas las aldeas, y las ciudades tienen servicios de autobús y tranvía. Desde 1945-1946, el sentido de circulación es por el carril derecho. En las ciudades, los límites de velocidad se establecen por el carril en el que se encuentra el conductor: 40 km/h, 60 km/h y 70 km/h para el primer, segundo y subsiguientes carriles (si existen) desde la derecha, respectivamente. El carril más a la izquierda, si es el tercero desde la derecha o mayor y no es un carril para girar, a menudo se deja vacante, incluso por los autobuses turísticos, mientras que el segundo carril desde la derecha se usa generalmente para adelantar a los vehículos del primer carril, como transporte público (autobuses y tranvías).
En las carreteras exteriores a las ciudades se usan señales circulares rojas con el número dentro para indicar los límites de velocidad, mientras que en las ciudades se usa una señal azul. En las autopistas, el límite con frecuencia es de 80 km/h y 100 km/h para los carriles de la derecha, respectivamente, como se puede observar en la Autopista Pionyang-Kaesong, por ejemplo. El carril más a la derecha de una autopista a veces, como se ve en la autopista Pionyang-Myohyang, está limitado a 60 km/h cerca de las incorporaciones a las autopistas.
El uso de automóviles se mantiene muy restringido por una serie de regulaciones. Según el exiliado norcoreano Kim Ji-ho, a menos que un conductor reciba un permiso especial, está prohibido conducir solo (el conductor debe transportar pasajeros). Otros permisos son el de movilización militar (para transportar soldados en tiempos de guerra), un certificado de entrenamiento de conductores (que se renueva cada año), un documento de la validez del combustible (un certificado que confirma que el combustible fue comprado de una fuente autorizada) y un certificado mecánico (para demostrar que el automóvil funciona correctamente).
Aunque se conduce por la derecha, Corea del Norte ha importado varios vehículos con volante a la derecha de segunda mano desde Japón (a través de Rusia), desde autobuses turísticos hasta Toyota Land Cruisers y HiAces.[cita requerida]
A partir de 2017, las bicicletas eléctricas se están volviendo populares en Pionyang. Alrededor del 5% de las bicicletas son eléctricas. Estas bicicletas pueden ser chinas o locales.
En 2016 había 26.176 km de carreteras, lo que supone un 25% de la longitud del sistema de carreteras de Corea del Sur.

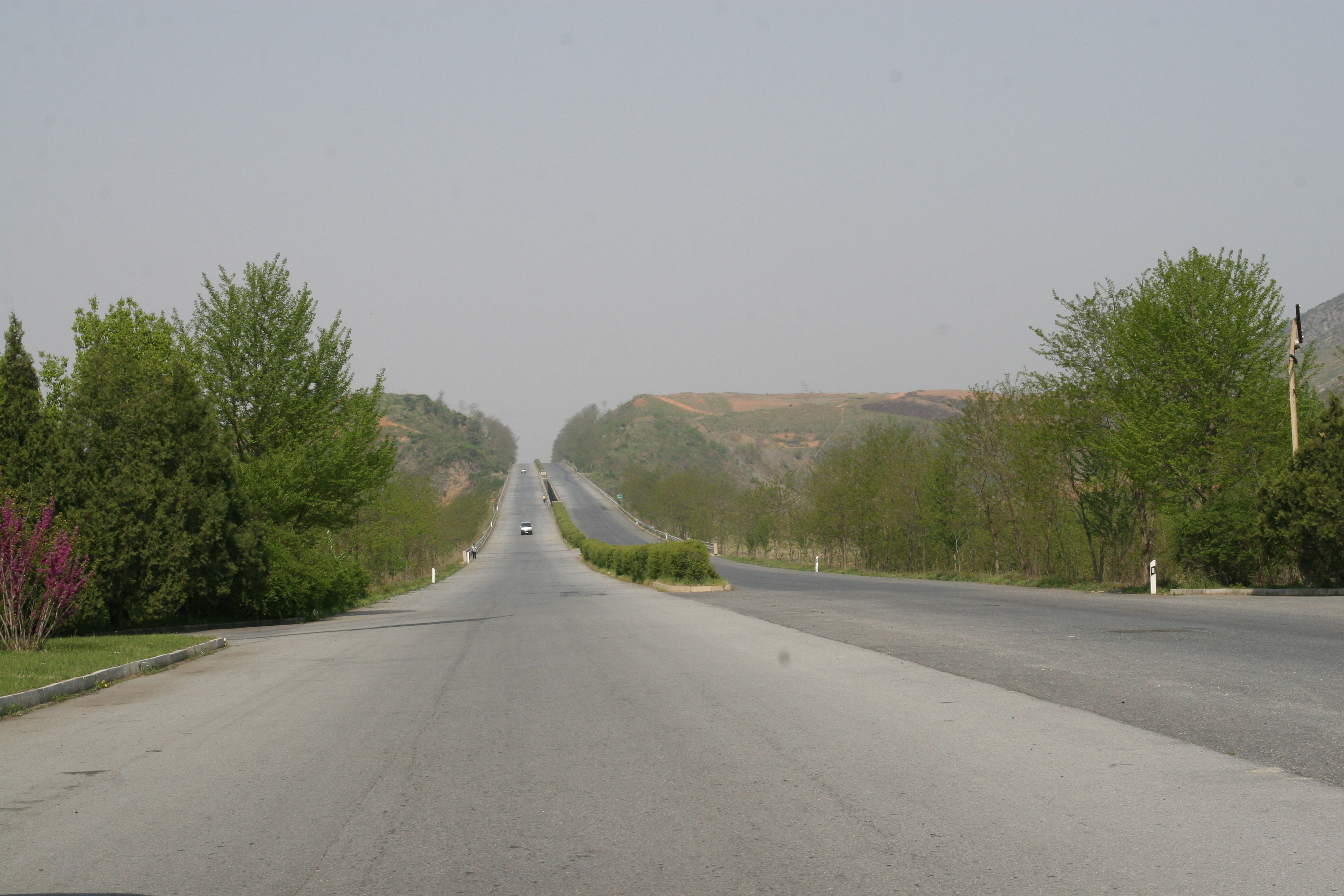
Una carretera a las afueras de Pionyang
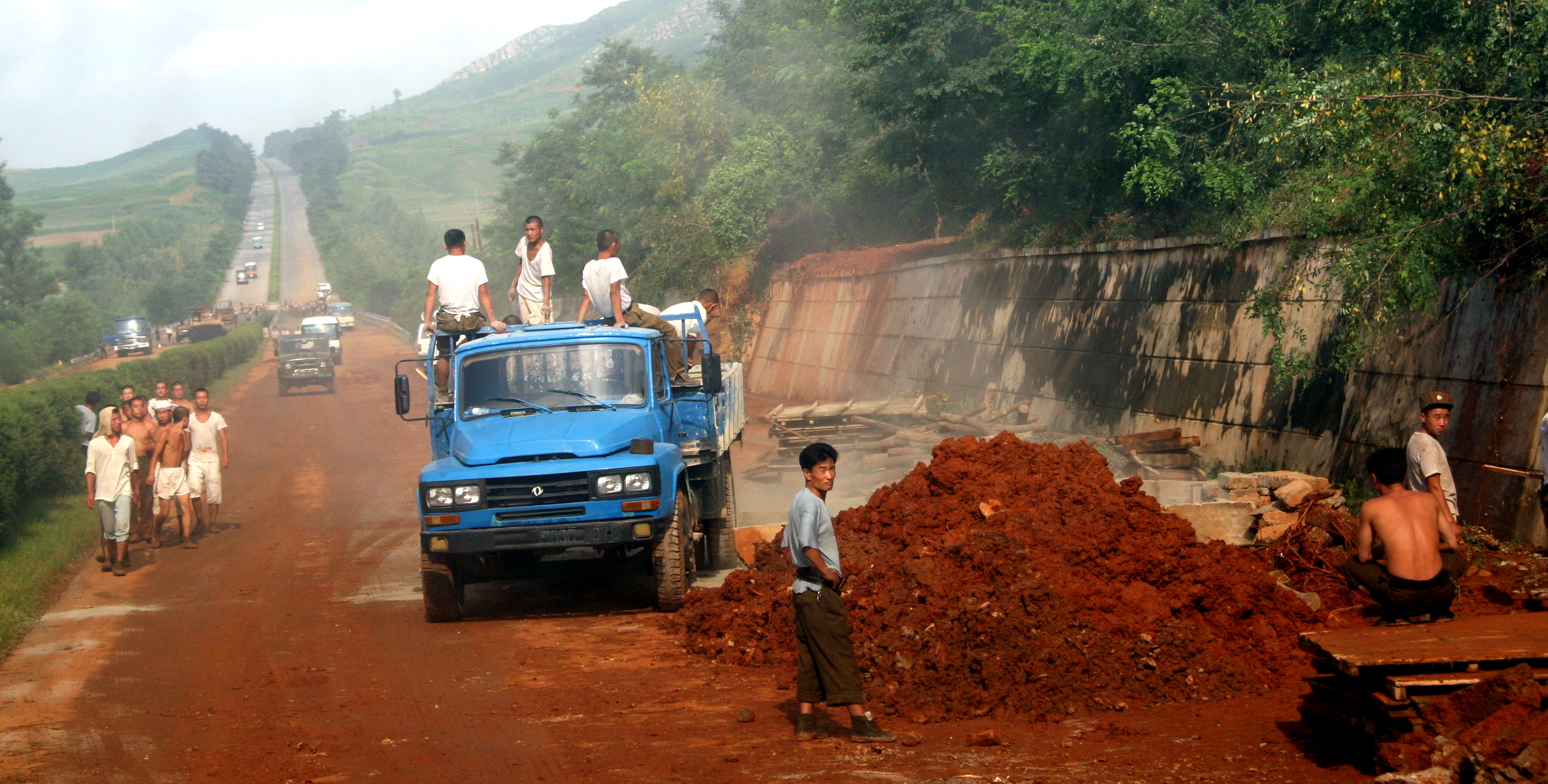
Obras viales en Corea del Norte. El camión azul en primer plano es un Dongfeng de fabricación china
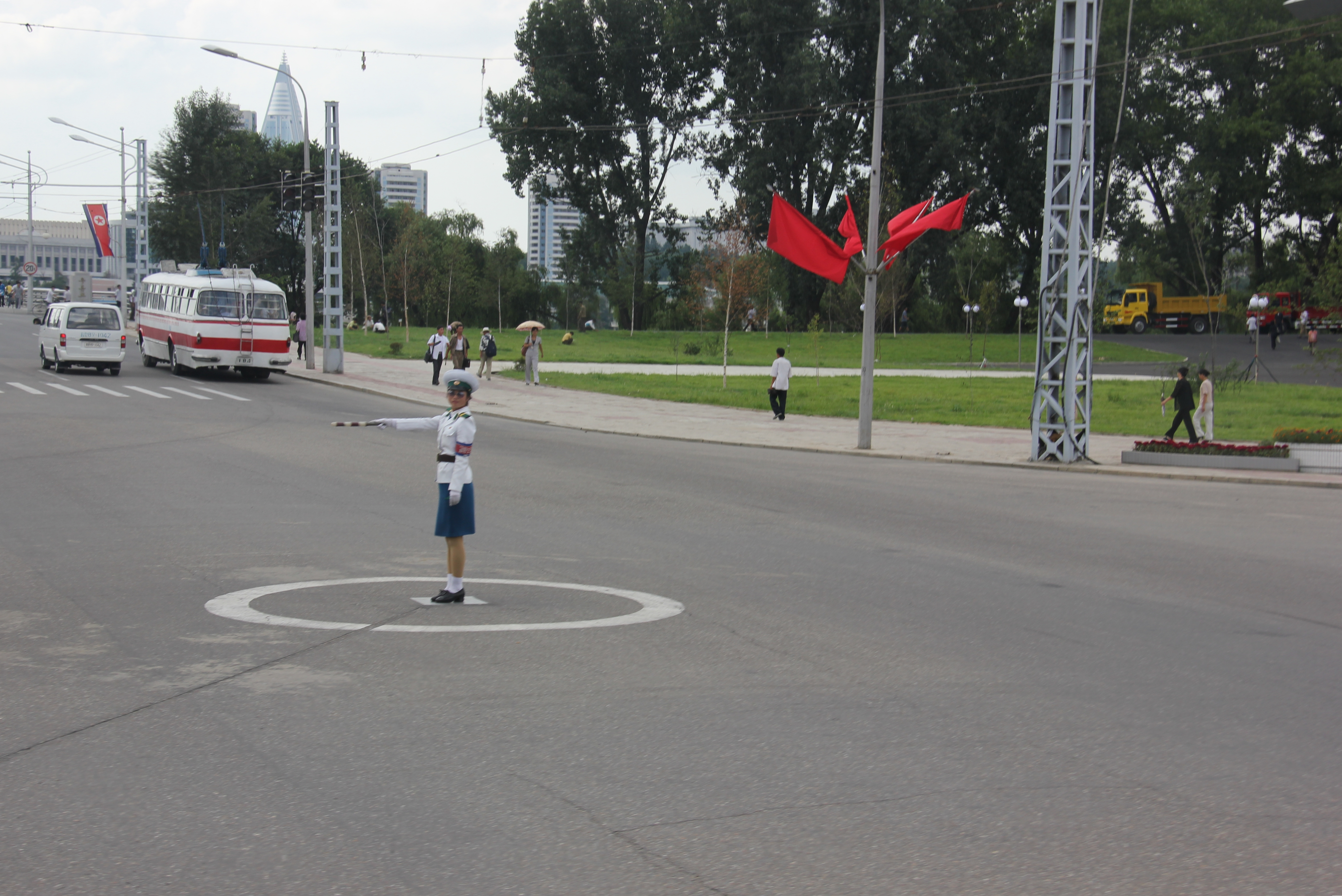
Un cruce de carreteras en Pionyang
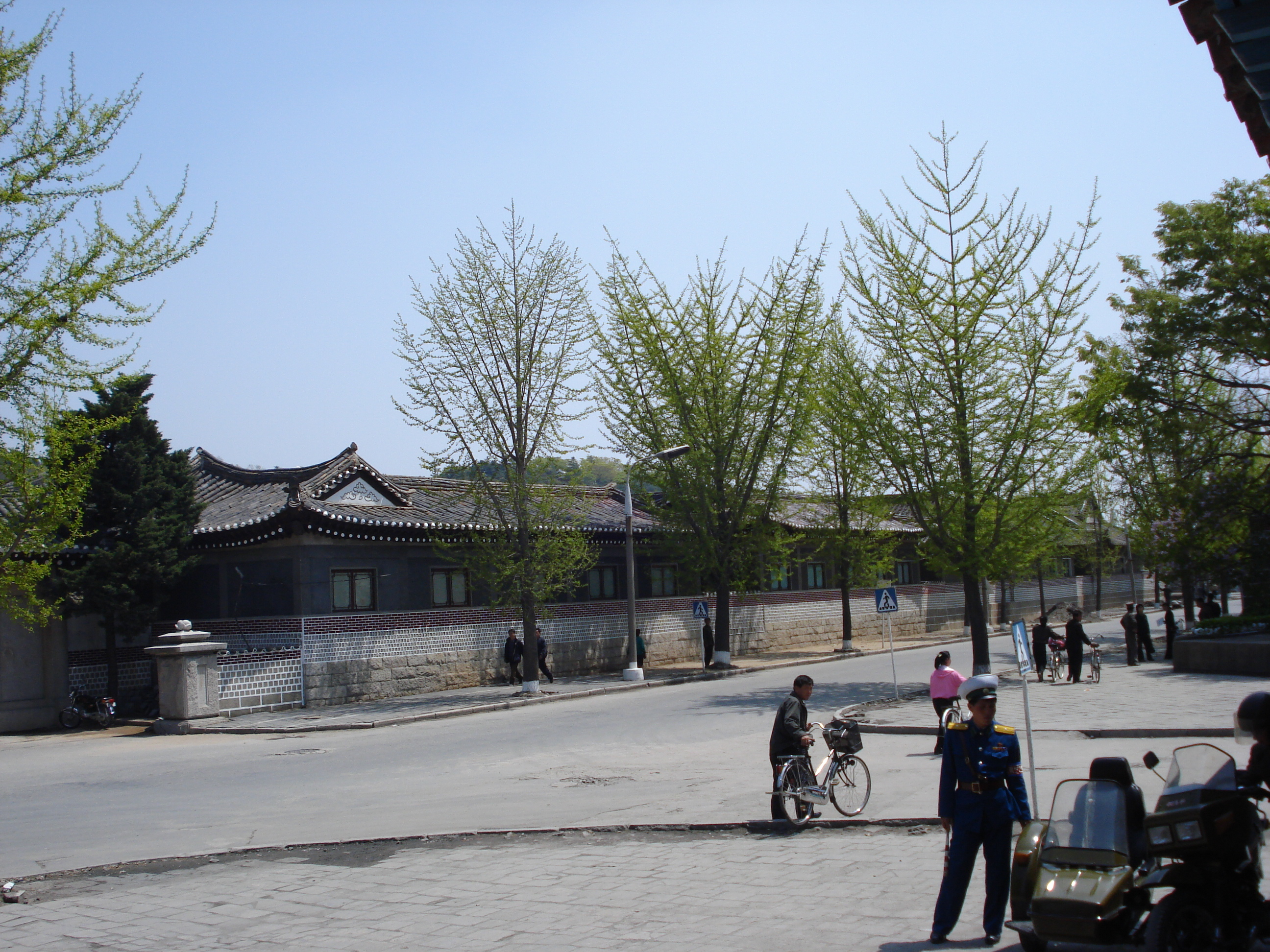
Un camino lateral en Kaesong

## Transporte público
Existe una gran variedad de trolebuses y tranvías importados y nacionales en los mayores centros urbanos de Corea del Norte, habiéndose importado algunos modelos antiguos desde Europa y China.

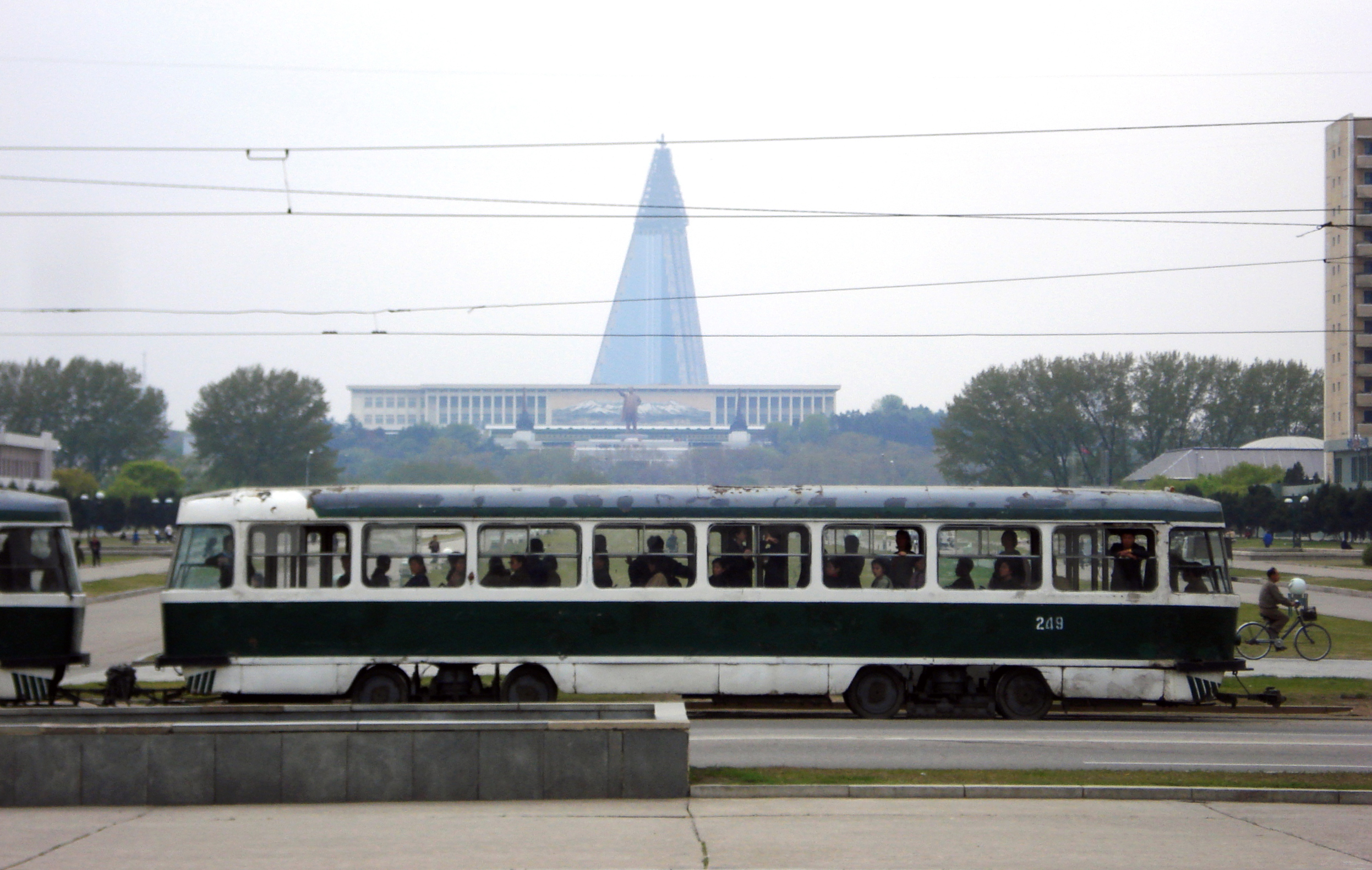
Tranvía de Pionyang en 2009
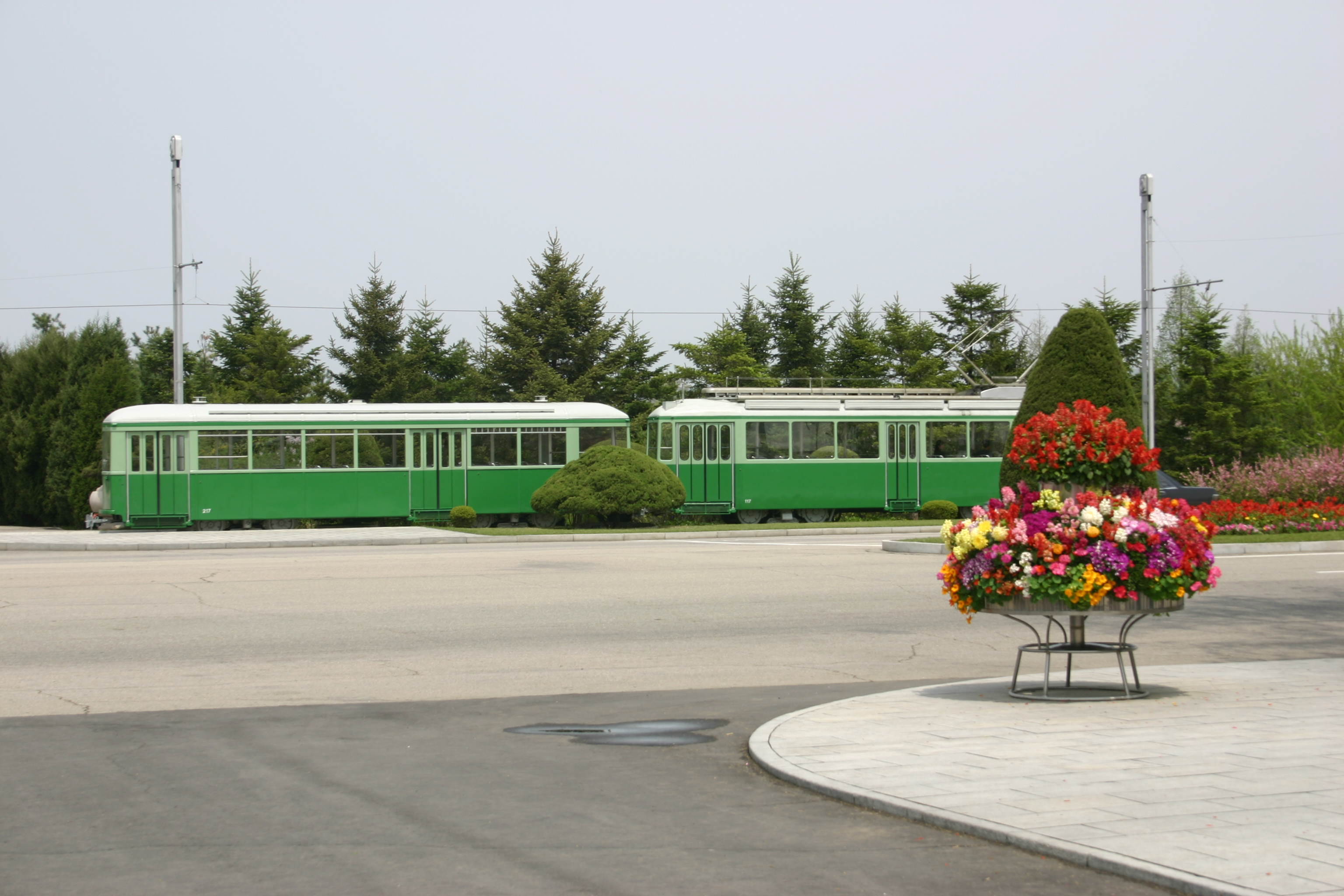
Antiguo tranvía de Zúrich tipo Be 4/4 en la línea Kumsusan Memorial Palace
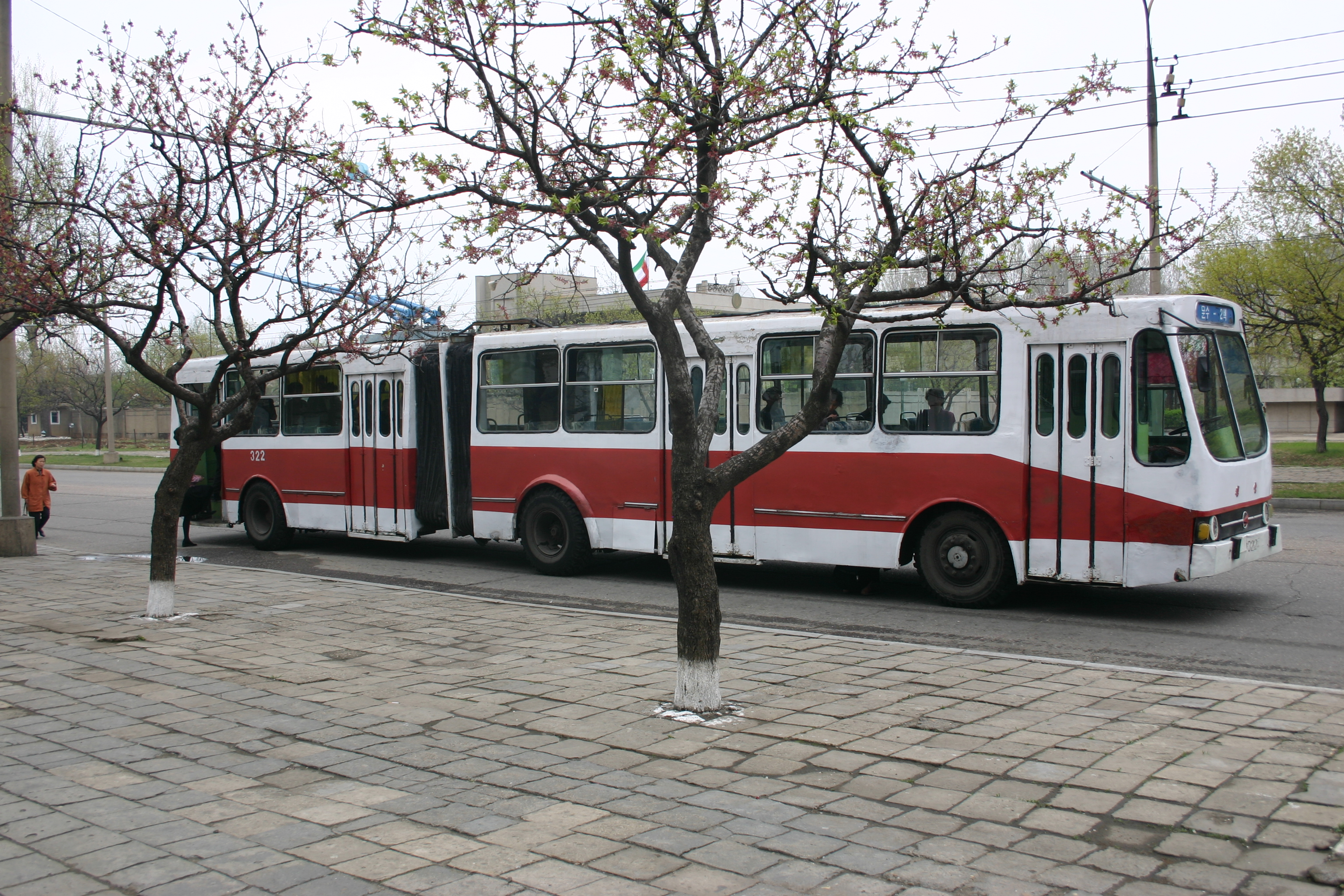
Un trolebús de Pionyang funciona en Chongnyonjunwi
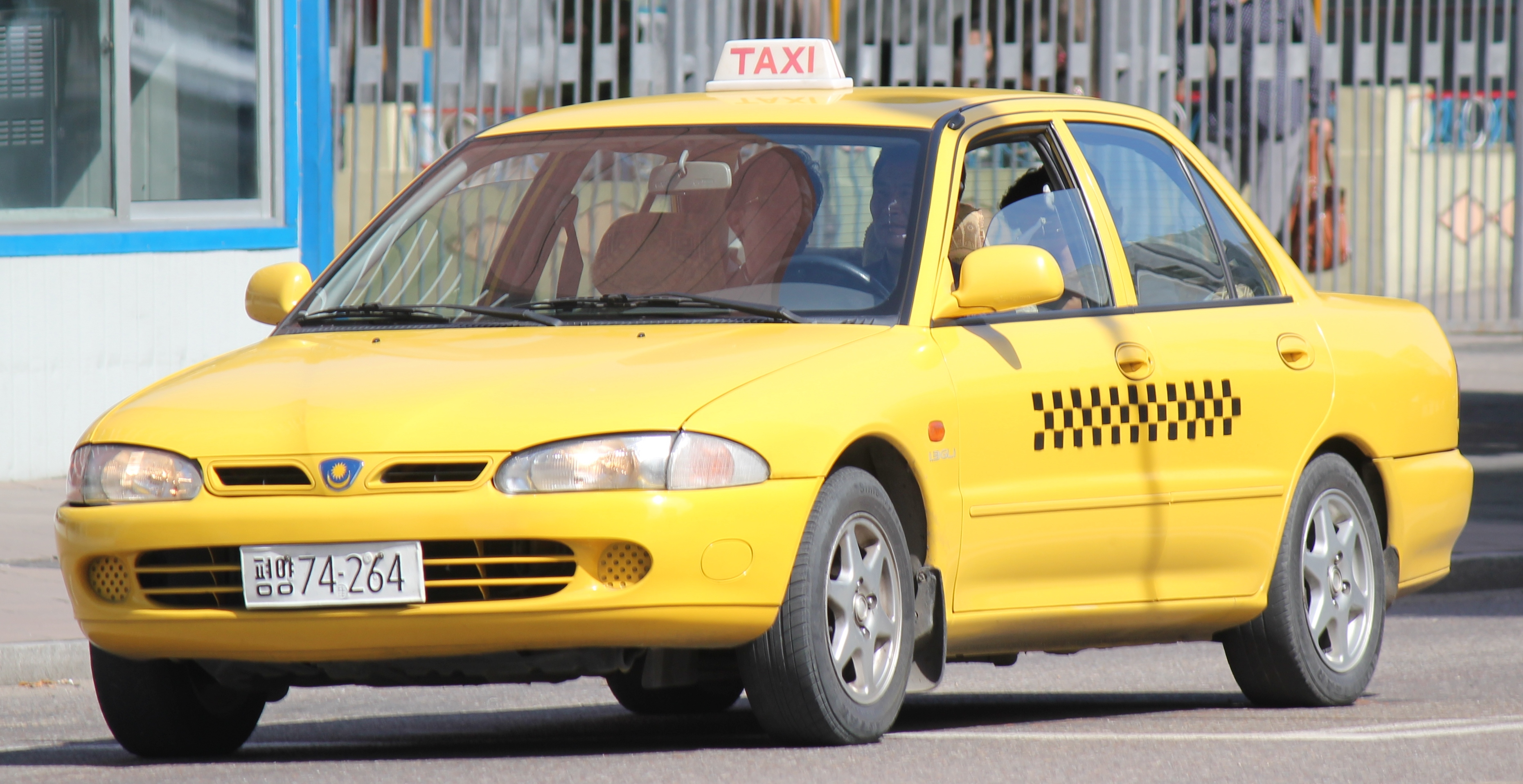
Un taxi amarillo Proton Wira en Piongyang

## Ferrocarril

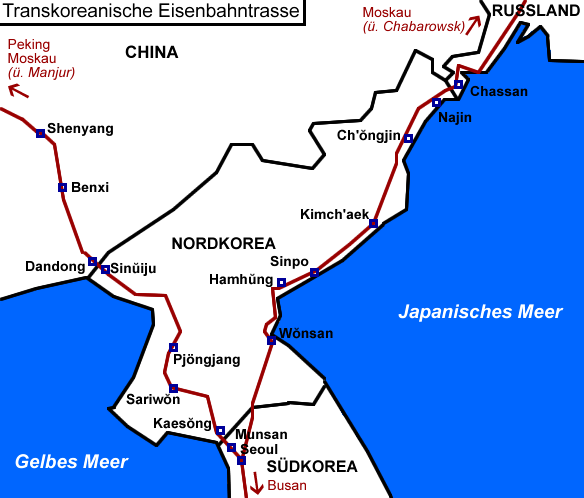
Líneas del Ferrocarril Norcoreano

El ferrocarril estatal coreano es el único operador ferroviario en Corea del Norte. Tiene una red de más de 6000 kilómetros de ancho internacional y 400 kilómetros de líneas de ancho imperial (762 mm); en 2007, más de 5400 kilómetros del ancho estándar (más del 80%), junto con 295,5 kilómetros del ancho imperial están electrificados. El sistema de vía estrecha se extiende en la península de Haeju.
Debido a la falta de mantenimiento en la infraestructura ferroviaria y los vehículos, el tiempo de viaje en tren se ve incrementado. Así, un viaje de 190 kilómetros desde Pionyang a Kaesong puede durar hasta seis horas.

## Vías navegables
El transporte naval en los principales ríos y costas juega un papel cada vez más importante en el tráfico de mercancías y pasajeros. A excepción de los ríos Yalu y Taedong, la mayoría de las vías navegables interiores, que suman un total de 2250 kilómetros, solo se pueden navegar en pequeñas embarcaciones. El tráfico costero es más pesado en la costa este, cuyas aguas más profundas pueden servir a embarcaciones más grandes.
Los principales puertos son los de Namp'o en la costa oeste y Rajin, Chongjin, Wŏnsan y Hamhung en la costa este. La capacidad de carga de los puertos del país en la década de 1990 se estimó en casi 35 millones de toneladas al año. Hay una inversión continua en la mejora y expansión de las instalaciones portuarias, el desarrollo del transporte, particularmente en el río Taedong, y el aumento de la participación de la carga internacional de los buques nacionales.
| Puertos en Corea del Norte |
| --- |
| Chongjin, Haeju, Hamhung, Kimchaek, Kaesong, Rasŏn, Nampo, Sinuiju, Songnim, Sonbong (anteriormente conocido como Unggi), Ungsang, Wonsan |

### Flota mercante
A principios de la década de 1990, Corea del Norte poseía una flota mercante, producida en gran parte en el país, de 68 barcos (de al menos 1000 toneladas de arqueo de registro bruto), por un total de 465.801 toneladas de arqueo de registro bruto (709.442 toneladas de peso muerto (DWT)), entre los que se incluían 58 buques de carga y dos petroleros. A partir de 2008, el total ascendía a 167 buques, principalmente cargueros y petroleros.
| Flota por tipo     | Unidades |
| ------------------ | -------- |
| Total              | 167      |
| Granelero          | 11       |
| Buque de Carga     | 124      |
| Portador           | 1        |
| Petrolero químico  | 4        |
| Portacontenedores  | 3        |
| Petrolero          | 19       |
| Barco frigorífico  | 4        |
| Roll on / Roll off | 1        |

## Servicio de trasbordador
Corea del Norte posee el Man Gyong Bong 92, un ferry que conecta Rajin y Vladivostok (Rusia).

## Transporte aéreo
Las conexiones aéreas internacionales de Corea del Norte son limitadas en frecuencia y número. A partir de 2011, los vuelos programados operan solo desde el Aeropuerto Internacional de Sunan desde Pionyang a Pekín, Dalian, Shenyang, Shanghái, Bangkok, Kuala Lumpur, Singapur, Moscú, Jabárovsk, Vladivostok y el Aeropuerto Internacional de Kuwait. Los vuelos especiales a otros destinos operan según la demanda. Antes de 1995, se operaban muchas rutas hacia Europa del Este, incluidos los servicios a Sofía, Belgrado, Praga y Budapest entre otros destinos.
Air Koryo es la aerolínea nacional del país. En 2013, MIAT Mongolian Airlines comenzó a operar vuelos chárter directos desde Ulán Bator a Pyonyang con aviones Boeing 737-800. A partir de 2017, Air China también opera vuelos entre Pekín y Pyonyang. 
Hay vuelos internos disponibles entre Pionyang, Hamhung, Haeju, Hŭngnam, Kaesong, Kanggye, Kilju, Najin, Namp'o, Sinuiju, Samjiyon, Wŏnsan, Songjin y Ch'ŏngjin. Todos los aviones civiles son operados por Air Koryo, que tiene una flota de 19 aviones de pasajeros y de carga, todos los cuales son del tipo soviético o ruso más moderno.
En 2013, la CIA estima que Corea del Norte tiene 82 aeropuertos utilizables, 39 de los cuales tienen pistas de aterrizaje permanentes.
| Aeropuertos - con pistas pavimentadas | N.º |
| ------------------------------------- | --- |
| Total                                 | 39  |
| > 3047 m (3332 yd)                    | 3   |
| 2438 a 3047 m (2666 a 3332 yd)        | 22  |
| 1524 a 2437 m (1667 a 2665 yd)        | 8   |
| 914 a 1523 m (1000 a 1666 yd)         | 2   |
| < 914 m (1000 yd)                     | 4   |

| Aeropuertos - con pistas sin pavimentar | N.º |
| --------------------------------------- | --- |
| Total                                   | 43  |
| 2438 a 3047 m (2666 a 3332 yd)          | 3   |
| 1524 a 2437 m (1667 a 2665 yd)          | 17  |
| 914 a 1523 m (1000 a 1666 yd)           | 15  |
| < 914 m (1000 yd)                       | 8   |

En 2017, los controladores de tráfico aéreo de Corea del Norte habían sido desconectados de la red internacional de comunicaciones mundiales por satélite debido a que el país no había realizado los pagos requeridos. Los controladores de tráfico en el Aeropuerto Internacional de Sunan tuvieron que usar líneas telefónicas convencionales para informar a sus homólogos en el Aeropuerto Internacional de Incheon que el vuelo que contenía delegados norcoreanos a los Juegos Olímpicos de Invierno 2018 en Corea del Sur había despegado.

## Distintivos de vehículos

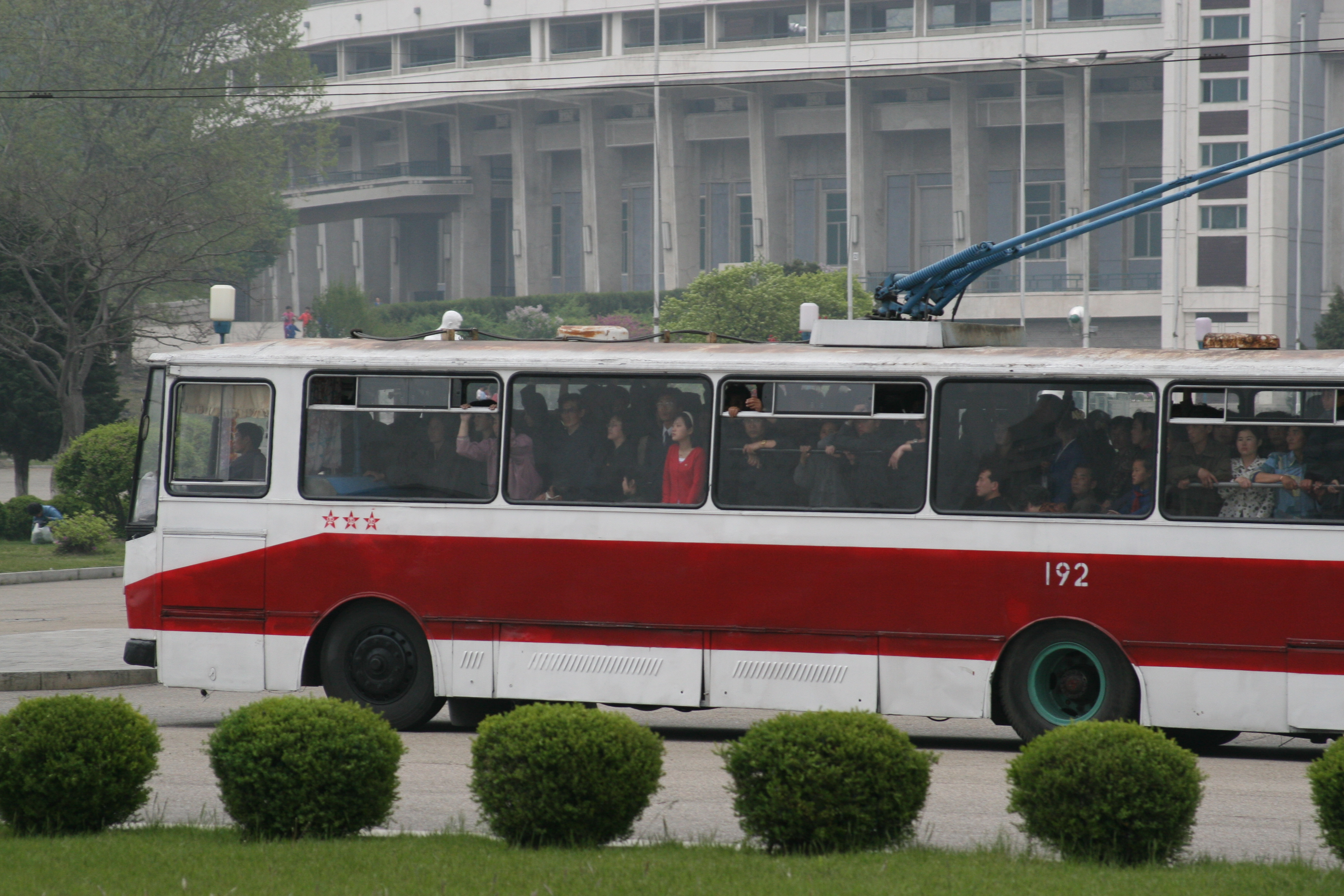
Un trolebús en Pionyang con tres estrellas de distancia, lo que indica que ha recorrido al menos 150.000 km sin percances

Los vehículos de carretera en Corea del Norte tienen estrellas de distancia, marcas de pintura que muestran la distancia que ha viajado el vehículo en particular sin incidentes. Cada estrella representa 50.000 kilómetros recorridos sin un accidente.
El color de fondo de la matrícula de Corea del Norte indica el tipo de vehículo:
- Azul: Vehículo estatal.
- Negro: Vehículo militar.
- Amarillo: Vehículo privado - permitido a aquellas personas que han contribuido de forma destacada a Corea del Norte.
- Verde: Organizaciones extranjeras no gubernamentales (ONG).
- Rojo: Diplomáticos.

## Lecturas relacionadas
- Descargue un mapa de todo el sistema ferroviario de Corea del Norte a Google Earth aquí. Archivado el 21 de junio de 2008 en Wayback Machine.
- Ducruet, Cesar et Jo, Jin-Cheol (2008) Ciudades costeras, actividades portuarias y restricciones logísticas en un país en desarrollo socialista: el caso de Corea del Norte, Transport Reviews, vol. 28, núm. 1, págs.   1–25
- Jo, Jin-Cheol y Ducruet, Cesar (2007) Rajin-Seonbong, nueva puerta de entrada del noreste de Asia, Annals of Regional Science, vol. 41, núm. 4, págs.   927–950
- Jo, Jin-Cheol y Ducruet, Cesar (2006) Comercio marítimo y evolución portuaria en un país socialista en desarrollo   : Nampo, puerta de entrada de Corea del Norte, The Korea Spatial Planning Review, vol. 51, pp.   3–24: https://web.archive.org/web/20110722141923/http://library.krihs.re.kr/file/publication/att_file/publication2/PR51_01.pdf
- DUCRUET, Cesar, JO, Jin-Cheol, LEE, Sung-Woo, ROUSSIN, Stanislas, 2008, Geopolítica de las redes marítimas: el caso de las conexiones marítimas de Corea del Norte, Sostenibilidad en las industrias marítimas, portuarias y logísticas internacionales y el Factor China, internacional Asociación de Economistas Marítimos (IAME), Dalian, China, del 2 al 4 de abril.
- DUCRUET, Cesar, ROUSSIN, Stanislas, 2007, Las relaciones cambiantes entre el interior y el extranjero en los puertos de Corea del Norte (1985–2006), 6ª Conferencia Internacional de Inha y Le Havre, Universidad de Inha, Incheon, República de Corea, del 10 al 11 de octubre.
- DUCRUET, Cesar, ROUSSIN, Stanislas, 2007, Vínculos marítimos intercoreanos: integración económica vs. dependencia del centro, 15ª Conferencia Europea sobre Geografía Teórica y Cuantitativa, Montreux, Suiza, 7-11 de septiembre, págs.   133-139 ISBN 978-2-940368-05-1    .
- ROUSSIN, Stanislas, DUCRUET, Cesar, 2007, El corredor Nampo-Pyongyang: un área estratégica para la inversión europea en la RPDC, Cambios recientes en Corea del Norte y el papel de la Unión Europea, Instituto de Estudios de Unificación y Fundación Hans Seidel, Universidad Nacional de Seúl., Seúl, República de Corea, 1 de junio.
- ROUSSIN, Stanislas, DUCRUET, Cesar, 2007, Haciendo negocios en la RPDC para las empresas europeas: el problema logístico, Seogang University, Seúl, República de Corea, 26 de mayo.
- ROUSSIN, Stanislas, DUCRUET, Cesar, 2006, Perspectivas logísticas en la RPDC, Reunión anual de otoño de la Sociedad Coreana de Ingenieros Costeros y Oceánicos, Seúl, República de Corea, del 15 al 16 de septiembre.
- Ducruet, Cesar et Roussin, Stanislas (2007) Coree du Nord   : vers l'ouverture des ports maritimes, Journal de la Marine Marchande, No. 4566, Juin 22, pp.   6–9.
- Ducruet, Cesar et Roussin, Stanislas (2007) L'archipel nord-coreen   : transición económica y bloqueo territorial, Mappemonde, vol. 87, http://mappemonde.mgm.fr/num15/articles/art07302.html Archivado el 5 de febrero de 2008 en Wayback Machine.